# Ye'elimita
La ye'elimita és un mineral de la classe dels sulfats. És la forma en què es troba el sulfoaluminat de calci (Ca₄(AlO₂)₆SO₄) a la natura. Pertany al grup de la sodalita. Aquest mineral rep el seu nom de Har Ye'elim (Israel) a la costa oest de la mar Morta, lloc on va ser trobat per primera vegada a la naturalesa. Pertany al sistema cristal·lí cúbic i reacciona fàcilment amb l'aigua.
Tot i que va ser descrita per primera vegada l'any 1957 per Ragozina, la ye'elimita també és coneguda com a "Compost de Klein", després que Alexander Klein de la Universitat de Califòrnia (Berkeley) va experimentar amb ciments sulfoaluminats durant els anys 60. Aquest mineral es troba amb freqüència com un dels constituents del ciment de sulfoaluminat, el qual es fabrica en l'escala de milions de tones l'any. De tant en tant també produeix adventícia en els ciments de tipus Portland.
En ser hidratada en presència d'ions de calci i sulfat, forma ettringita, un mineral fibrós insoluble que proporciona resistència als formigons. A l'escalfar-la per sobre de 1350 °C comença a descompondre's en aluminat tricàlcic, òxid de calci, diòxid de sofre i oxigen.
Segons la classificació de Nickel-Strunz, la ye'elimita pertany a «07.BC: Sulfats (selenats, etc.) amb anions addicionals, sense H₂O, amb cations de mida mitjana i gran» juntament amb els següents minerals: d'ansita, alunita, ammonioalunita, ammoniojarosita, argentojarosita, beaverita-(Cu), dorallcharita, huangita, hidroniojarosita, jarosita, natroalunita-2c, natroalunita, natrojarosita, osarizawaïta, plumbojarosita, schlossmacherita, walthierita, beaverita-(Zn), atlasovita, nabokoita, clorothionita, euclorina, fedotovita, kamchatkita, piypita, klyuchevskita, alumoklyuchevskita, caledonita, wherryita, mammothita, linarita, schmiederita, munakataita, chenita, krivovichevita i anhidrocaïnita.